# Sterling Hinds
Pour les articles homonymes, voir Hinds.
Sterling Hinds (né le 31 octobre 1961 à Toronto) est un athlète canadien spécialiste du 100 mètres. 

## Carrière

### Palmarès
| Date | Compétition           | Lieu        | Résultat | Performance |
| ---- | --------------------- | ----------- | -------- | ----------- |
| 1984 | Jeux olympiques d'été | Los Angeles | 3e       | 38 s 70     |

### Records
| Épreuve    | Performance | Lieu | Date |
| ---------- | ----------- | ---- | ---- |
| 100 mètres | 10 s 27     |      | 1982 |